# Art Center College of Design
Art Center College of Design est une université privée située à Pasadena, en Californie.

## Histoire
Art Center College of Design, anciennement appelée, Art Center School, a été fondée en 1930 à Downtown Los Angeles. En 1935, Fred R. Archer (en) a fondé le département de la photographie. Pendant et après la Seconde Guerre mondiale, l'université a organisé un programme d'illustration technique en collaboration avec l'Institut de technologie de Californie ; elle a ensuite commencé à octroyer des baccalauréats et masters en 1949 et a été entièrement accréditée par Western Association of Schools and Colleges en 1955. En 1965, l'école a changé son nom pour le nom d'Art Center College of Design.

## Éducation

### Classement
Le premier cycle de l'université et diplôme pour les programmes du design industriel a été classé 1er par DesignIntelligence. 
U.S. News & World Report classe les programmes de l'université, le centre d'art, le design industriel et Media Design Practices parmi les vingt écoles doctorales aux États-Unis,.

### Campus
Art Center College of Design dispose de deux campus à Pasadena : Hillside Campus et South Campus.

## Professeurs
- Lorser Feitelson (1898-1978), l'un des fondateurs du mouvement Hard edge painting.

## Anciens élèves
- John Altoon, (1925-1969), peintre américain ;
- Mauren Brodbeck, née en 1974 à Genève, photographe suisse[6] ;
- Bernard Dreyfus, né en 1940 à Managua, peintre ;
- Pippa Garner (1942), artiste plasticienne
- Marla Frazee (1958), autrice et illustratrice américaine
- Tokudo Shishido (1930-), graveuse et lithographe japonaise.
- Frank Young (1940-), sculpteur américain ;
- Mona Varichon (1989-), vidéaste franco-égyptienne.